# Minuartia montana
Minuartia montana är en nejlikväxtart. Minuartia montana ingår i släktet nörlar, och familjen nejlikväxter.

## Underarter
Arten delas in i följande underarter:
- M. m. montana
- M. m. wiesneri